# Errol Flynn

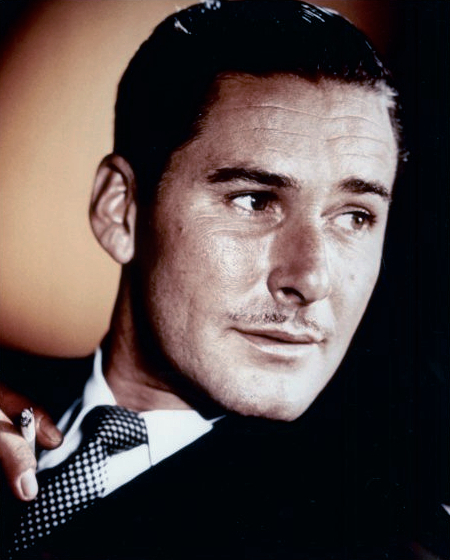
Errol Flynn (um 1940)

Errol Leslie Thomson Flynn (* 20. Juni 1909 in Hobart, Tasmanien, Australien; † 14. Oktober 1959 in Vancouver, Kanada) war ein australisch-US-amerikanischer Filmschauspieler. In den 1930er- und 1940er-Jahren avancierte er als Abenteuerheld in Klassikern wie Unter Piratenflagge, Robin Hood – König der Vagabunden und Der Herr der sieben Meere zu einem der bekanntesten Hollywood-Stars. Seine letzten Lebensjahre waren durch nachlassenden schauspielerischen Erfolg, finanzielle Probleme und seine Alkoholkrankheit geprägt.

## Leben

### Kindheit, Abenteurerleben und erste Kontakte zur Filmindustrie (1909–1934)

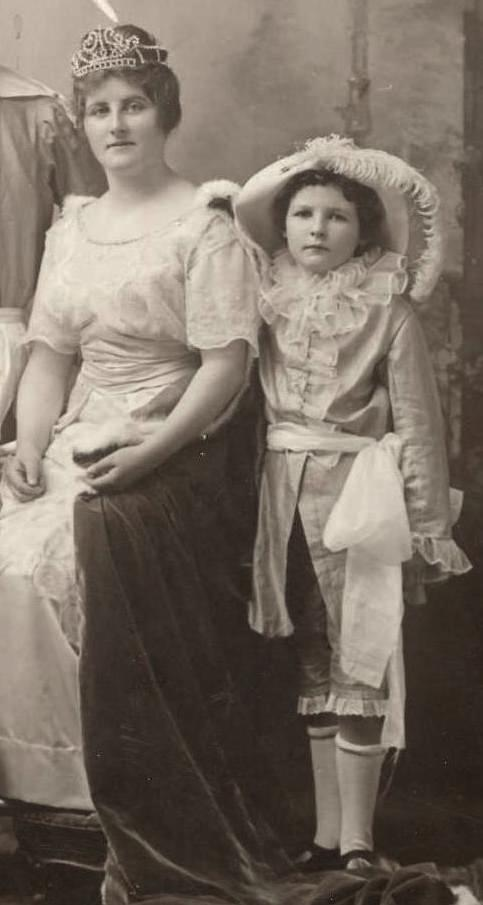
Flynn im Alter von neun Jahren neben der späteren Politikerin Enid Lyons beim Queen Carnival in Hobart, Tasmanien (1918)

Errol Flynn wurde als Sohn des renommierten Meeresbiologen Theodore Thomson Flynn (1883–1968) und dessen Frau Lily Mary Young auf der australischen Insel Tasmanien geboren; er hatte eine jüngere Schwester, Rosemarie. Die vielbeschäftigten Eltern, die beide in Australien geboren worden waren und englische, irische und schottische Vorfahren hatten, waren für ihren Sohn häufig nicht verfügbar. Während der junge Errol sich in Sportarten wie Tennis, Schwimmen und Boxen hervortat, galt er als eher fauler Schüler und musste die Schule mehrfach wechseln. Zwischen 1923 und 1925 besuchte er die Privatschule South-West London College bei London in England, anschließend kehrte er wieder nach Australien zurück, wo er die Sydney Church of England Grammar School besuchte und Klassenkamerad des späteren Politikers John Gorton war. Im Alter von knapp 17 Jahren musste er wegen eines Diebstahls und einer Affäre mit der Wäscherin der Schule die Schule verlassen und fortan in Australien selbst seinen Lebensunterhalt verdienen. In der Folge handelte er sich in Sydney gar Haftstrafen ein und arbeitete unter anderem als Gigolo, bevor er seine Heimat verließ.
Bis zum Alter von 20 Jahren lebte Errol Flynn in Neuguinea, wo er im Regierungsauftrag die indigene Bevölkerung mit der Kultur der Kolonialherren bekannt machen sollte. Er versuchte sein Glück mit dem Aufbau einer Tabakplantage sowie als Goldsucher, Kupferschürfer und Wilderer. Flynn erzählte in seiner Biografie später, dass er auf einer seiner Expeditionen an der Grenze zu Niederländisch-Neuguinea nach einem Speerangriff durch eine Gruppe von Einheimischen in Notwehr einen Mann erschossen habe und wegen Mordes angeklagt worden sei. Er soll sich selbst verteidigt haben und freigesprochen worden sein, nachdem man den von Speeren durchbohrten Körper seines Begleiters an der bezeichneten Stelle gefunden habe. Allerdings wurde die Geschichte später als zumindest teilweise erfunden dargestellt.
Ersten Kontakt mit der Filmindustrie hatte Flynn, als er mit seinem ersten Boot, The Maski, ein Filmteam, das Hintergrundmaterial für eine Hollywood-Produktion filmen sollte, den gefährlichen und völlig unbekannten Fluss Sepik hinaufschiffte. Ein Mitglied der Filmcrew notierte seinen Namen und bot ihm einige Zeit später seine erste Spielfilmrolle an. Zu diesem Zeitpunkt litt Flynn bereits an Malaria, die später auch bei Dreharbeiten anfallsweise auftrat.
Zurück in Australien lebte er an der Armutsgrenze, unter anderem in einer Unterkunft namens Sailor’s Rest in Woolloomooloo. 1930 verkaufte er seinen Goldclaim in Neuguinea und erstand vom Erlös seine erste Segelyacht, den Zweimaster Scirocco, der im Hafen von Sydney ankerte. Er steuerte die Yacht selbst nach Neuguinea, wo er seine Tabakplantage aufbaute. Dort erreichte ihn 1932 sein erstes Rollenangebot, die Rolle des Fletcher Christian in In the Wake of the Bounty. Weitere frühe Rollen erhielt er, nachdem er an einem Casting von Regisseur Charles Chauvel teilgenommen hatte und mit seinem blendenden Aussehen und seiner smarten Ausstrahlung aufgefallen war.

### Durchbruch als Filmstar (1934–1941)
Flynn setzte sein unstetes Leben für kurze Zeit als freier Journalist beim Sydney Bulletin fort. Zunehmend unzufrieden ging er aber noch im selben Jahr nach England und nahm Schauspielunterricht. Er schloss sich der „Northampton Repertory Company“ an, mit der er 1934 beim Malvern Festival, in Glasgow und im Londoner West End auftrat. Durch seinen zweiten Film, die britische Produktion Murder at Monte Carlo (1935), kam er in Kontakt mit Warner Bros., erhielt einen Halbjahresvertrag und eine Fahrkarte nach Hollywood. Auf der Reise in die Vereinigten Staaten lernte er die französische Schauspielerin Lili Damita (1904–1994) kennen, die seine erste Frau wurde. Wegen seiner zahlreichen Affären kam es zu heftigen Auseinandersetzungen, die sich nach der Scheidung 1942 in jahrelangen Prozessen um Unterhaltszahlungen fortsetzten.

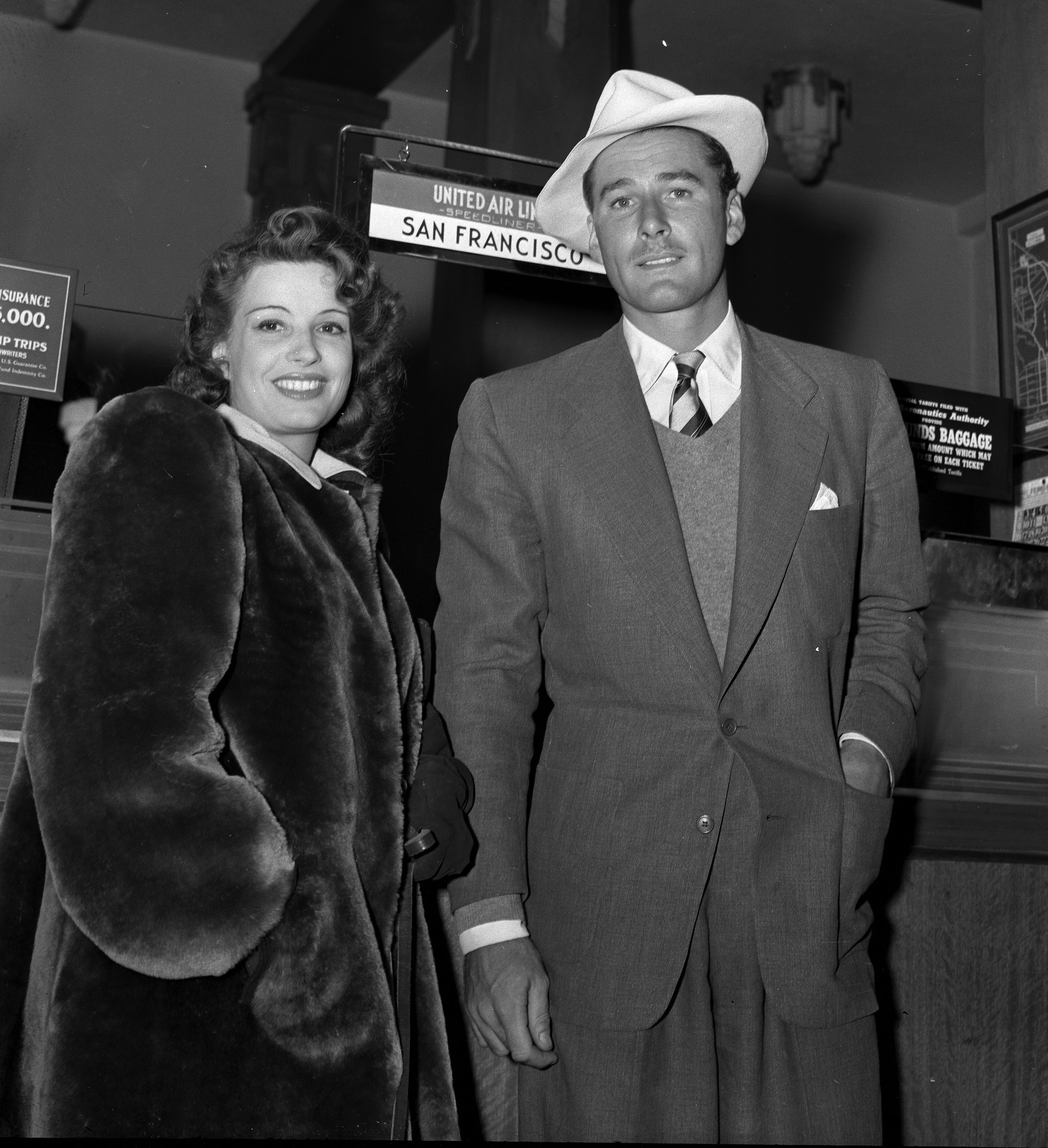
Lili Damita und Errol Flynn (1941)

Aus dem smarten, sportlich durchtrainierten Flynn wurde schließlich der Prototyp des verwegenen Draufgängers in Hollywood. Er spielte vornehmlich in Abenteuer- und Piratenfilmen, und zu einem guten Teil konnte er dabei auf eigene Erfahrungen zurückgreifen. Nach kleinen Nebenrollen in zwei unbedeutenden Filmen erhielt er 1935 die Hauptrolle in Unter Piratenflagge, mit der ebenfalls noch weitgehend unbekannten Olivia de Havilland an seiner Seite. Der Film wurde ein großer Erfolg, ein Traumpaar war geboren. Errol Flynn und Olivia de Havilland drehten bis 1941 zusammen acht Filme und wurden beide zu Stars. Er drehte reihenweise Kassenerfolge, darunter das Kriegsdrama Der Verrat des Surat Khan (1936), der Abenteuerfilm Robin Hood – König der Vagabunden (1938), der Western Herr des wilden Westens (1939), das Historiendrama Günstling einer Königin (1939) mit Bette Davis sowie der Piratenfilm Der Herr der sieben Meere (1940). Bei den meisten seiner Filme stand er unter der Regie von Michael Curtiz. Es kam jedoch zu immer stärkeren Spannungen zwischen dem undisziplinierten Flynn und dem autoritären Curtiz.

### Große Erfolge und erste Probleme (1941–1949)
Ab 1941 arbeitete Flynn daher mit anderen Regisseuren zusammen, am häufigsten mit Raoul Walsh. Walsh und Flynn drehten bis 1948 mehrere erfolgreiche Filme, darunter Sein letztes Kommando, Der freche Kavalier, Der Held von Burma und Der Herr der Silberminen.
Im Zweiten Weltkrieg fand er trotz Bemühungen keine Aufnahme in die US-Streitkräfte, da er an Tuberkulose und Malaria litt und bereits einen Herzinfarkt erlitten hatte, was aber von seiner Filmfirma Warner Brothers der Öffentlichkeit nicht preisgegeben wurde, weil man Flynn weiterhin als athletischen Draufgänger besetzen wollte. Die Nichtteilnahme am Krieg legte in der allgemeinen patriotischen Begeisterung einen Schatten auf sein Image, von dem es sich nie mehr ganz erholte. Dennoch leistete er als Darsteller in Filmen mit klarem patriotischem Duktus seinen Beitrag zum Sieg der Alliierten an der „Heimatfront“, so in Sabotageauftrag Berlin, Aufstand in Trollness, Blutiger Schnee, Auf Ehrenwort und Der Held von Burma.
Bereits Anfang des Jahres 1942 wurde Flynn angeklagt wegen angeblicher Unzucht mit zwei Minderjährigen während einer Party auf seinem Schiff Scirocco, wurde aber  in allen Anklagepunkten freigesprochen. Der Prozess markierte den Beginn einer lebenslang anhaltenden persönlichen Krise, die zunehmend von heftigem Wodkakonsum gekennzeichnet war. Sein Freund David Niven berichtet in seinen autobiografischen Erinnerungen, dass Flynn bereits um sieben Uhr morgens am Beginn eines Drehtages ein erstes Glas Wodka, gemischt mit Zitronenlimonade, trank.
Seiner Beliebtheit als Hollywood-Actionheld schadete der Prozess in den freizügigen Kriegsjahren jedoch wenig („in like Flynn“ wurde danach in den USA sprichwörtlich). Während dieser Zeit lernte er seine zweite Frau, Nora Eddington, kennen, mit der er zwei Töchter hatte, Deirdre und Rory. Gleichzeitig legte er sich in den Hügeln von Hollywood das Anwesen Mulholland House zu (7740 Mulholland Drive, 1988 abgerissen), auf dem er strikt von seinen Ehefrauen getrennt das Leben eines Junggesellen führte und das der Schauplatz legendärer Männerpartys mit vielen jungen Frauen war. Wie sein Freund David Niven war er Mitglied im Hollywood Cricket Club.
Nach Ende des Krieges änderte sich der Publikumsgeschmack; statt Abenteuer- und Historienfilmen wünschte man nun düstere Kriminalfilme und Musicals. Es gelang Flynn jedoch nicht, in diesen Genres zu überzeugen. Sein Alkohol- und Drogenkonsum verstärkte sich im Laufe der Jahre und begann unübersehbare Spuren zu hinterlassen. Sein letzter künstlerischer Erfolg in den USA war 1948 der Film Die Liebesabenteuer des Don Juan unter der Regie von Vincent Sherman, der aber trotz guter Kritiken kommerziell scheiterte. Seine Ehe mit Nora Eddington wurde 1949 geschieden.

### Niedergang, Versuche als Charakterdarsteller, Tod (1950–1959)
Während der Dreharbeiten zu Herr der rauhen Berge lernte Flynn Patrice Wymore (1926–2014) kennen. 1950 wurde sie seine dritte Ehefrau und Mutter von Tochter Arnella. Zeitweise lebte er mit ihr in Port Antonio auf Jamaika; nach Flynns Tod zog sie ganz dorthin und wurde eine erfolgreiche Viehzüchterin. 1952 konnte Flynn mit Gegen alle Flaggen einen letzten bedeutenderen Abenteuerfilm drehen, an seiner Seite spielten Maureen O’Hara als Leading Lady und Anthony Quinn in der Rolle des Schurken.

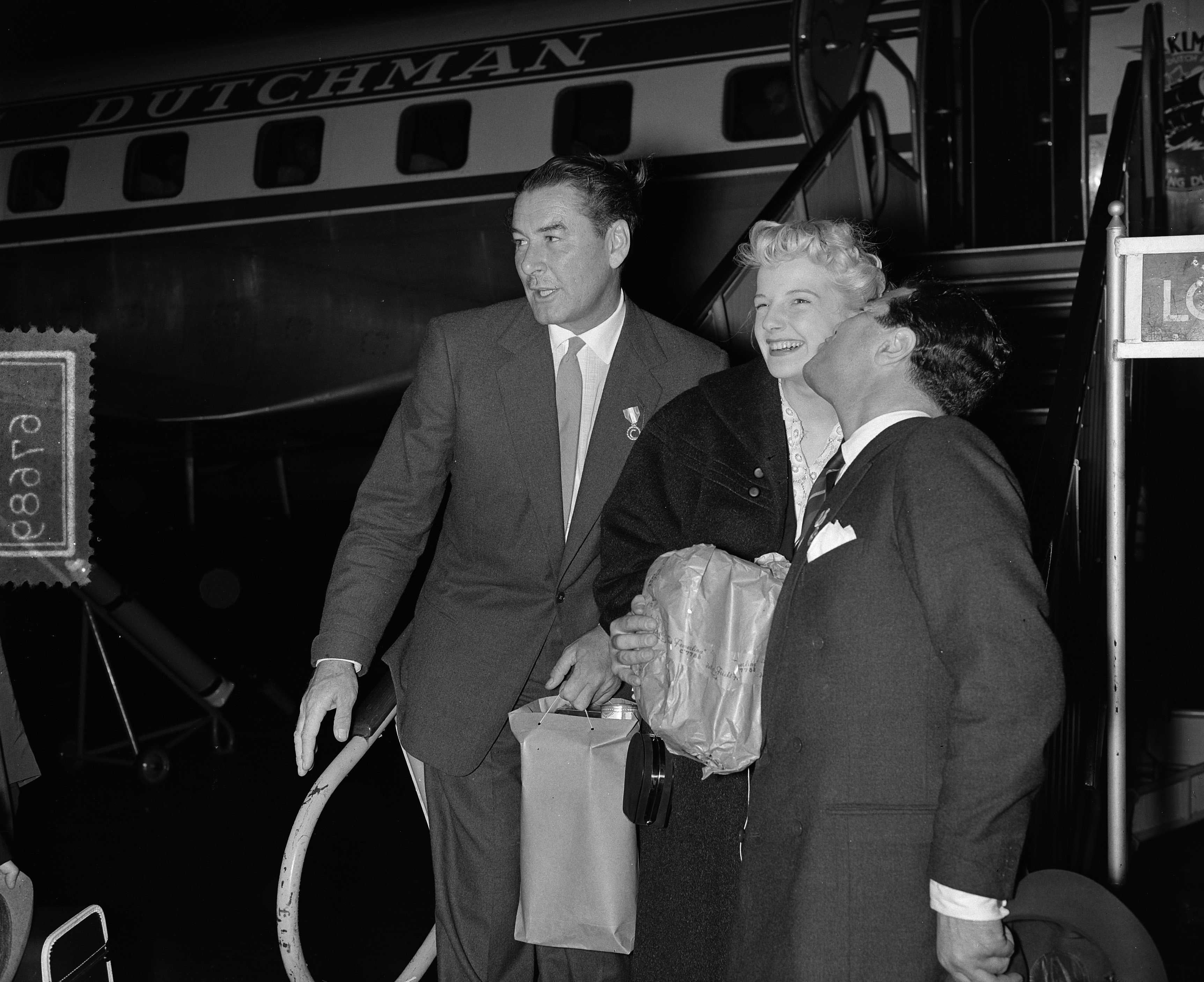
Flynn (links) 1954 in den Niederlanden

Flynns Zeit als Star von Warner Brothers endete 1953 mit Der Freibeuter nach 18 Jahren Zusammenarbeit. Flynn war die ihm angebotenen Rollen in zunehmend schlechteren Mantel-und-Degen-Filmen und sein Image als „Swashbuckler“ („Haudegen“) leid. Befreit aus seinem bisherigen ungeliebten Filmkontrakt hegte Flynn den ehrgeizigen Plan eines Wilhelm-Tell-Films unter der Regie des berühmten Kameramannes Jack Cardiff, den er zusammen mit einer Gruppe italienischer Filmmanager finanzieren wollte. Der Film The Story of William Tell sollte als erster Film überhaupt in Cinemascope gedreht werden. Schon kurze Zeit nach Drehbeginn brach die Finanzierung zusammen, und Flynn verlor sein gesamtes Vermögen. Auf seinen ausgedehnten Europareisen hatte er die Verwaltung seiner Gelder zwielichtigen Managern anvertraut, die fast sein gesamtes Vermögen durchbrachten. Zusätzlich forderte die amerikanische Steuerbehörde eine Nachzahlung von einer Million Dollar, sodass Flynn sich gezwungen sah, die USA fluchtartig mit seiner Yacht Zaca zu verlassen, auf der er in der folgenden Zeit praktisch mittel- und heimatlos lebte.

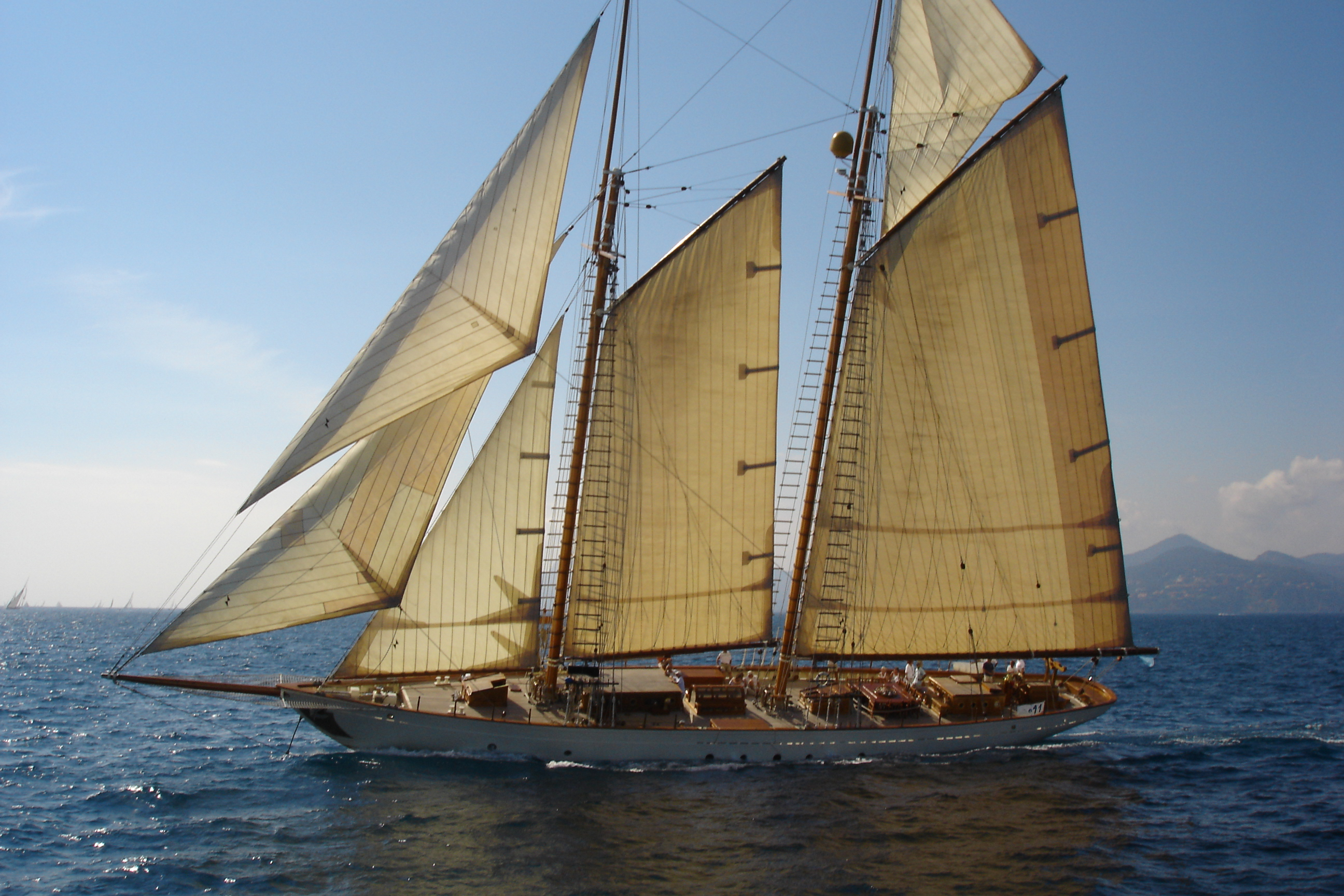
Flynns Yacht, die Zaca

Mitte der 1950er-Jahre drehte Flynn einige heute weitgehend vergessene Filme in England, darunter Der schwarze Prinz (1955), und war der Star einer kurzlebigen Fernsehserie. 1956 konnte er in die USA zurückkehren und war gezwungen, in zweitklassigen Fernsehshows aufzutreten. Ein überraschendes Comeback als Charakterdarsteller gelang ihm 1957 in Zwischen Madrid und Paris, in dem er in einer „erstklassigen Leistung“ einen Trinker spielte – zu dem er auch im wirklichen Leben geworden war. Hinzu kam immer häufiger der Konsum zahlreicher anderer Drogen. Die Rolle des Trinkers spielte er ebenfalls in seinen nächsten beiden Filmen: In Ihr Leben war ein Skandal – als ehemals gefeierter Schauspieler John Barrymore, der in seinem späten Leben in die Trunksucht abrutscht – sowie in Die Wurzeln des Himmels.
Im Jahr 1958 versuchte Flynn, wieder als Theaterschauspieler Fuß zu fassen. Seine Alkoholkrankheit machte es ihm jedoch unmöglich, ein Stück bis zum Ende durchzustehen. Mit Beverly Aadland, seiner 16-jährigen Geliebten, drehte er 1959 seinen letzten Film Cuban Rebel Girls.
Am 14. Oktober 1959 erlitt Flynn einen schweren Herzinfarkt, als er in Vancouver sein geliebtes 120-Fuß-Segelschiff Zaca an den Millionär George Caldough verkaufen wollte. Er starb kurz darauf im Apartment von George Gould (einem Onkel des Pianisten Glenn Gould), in das man ihn nach dem Herzinfarkt gebracht hatte, im Beisein von Beverly Aadland, nachdem er zuvor noch einige Partygäste mit Anekdoten unterhalten hatte. Flynn war gezeichnet von seinem jahrelangen Alkohol- und Drogenkonsum, seiner chronischen Malaria und anderen schweren Leiden. Über seine letzten Lebensjahre entstand 2013 der Spielfilm Mein Leben mit Robin Hood.

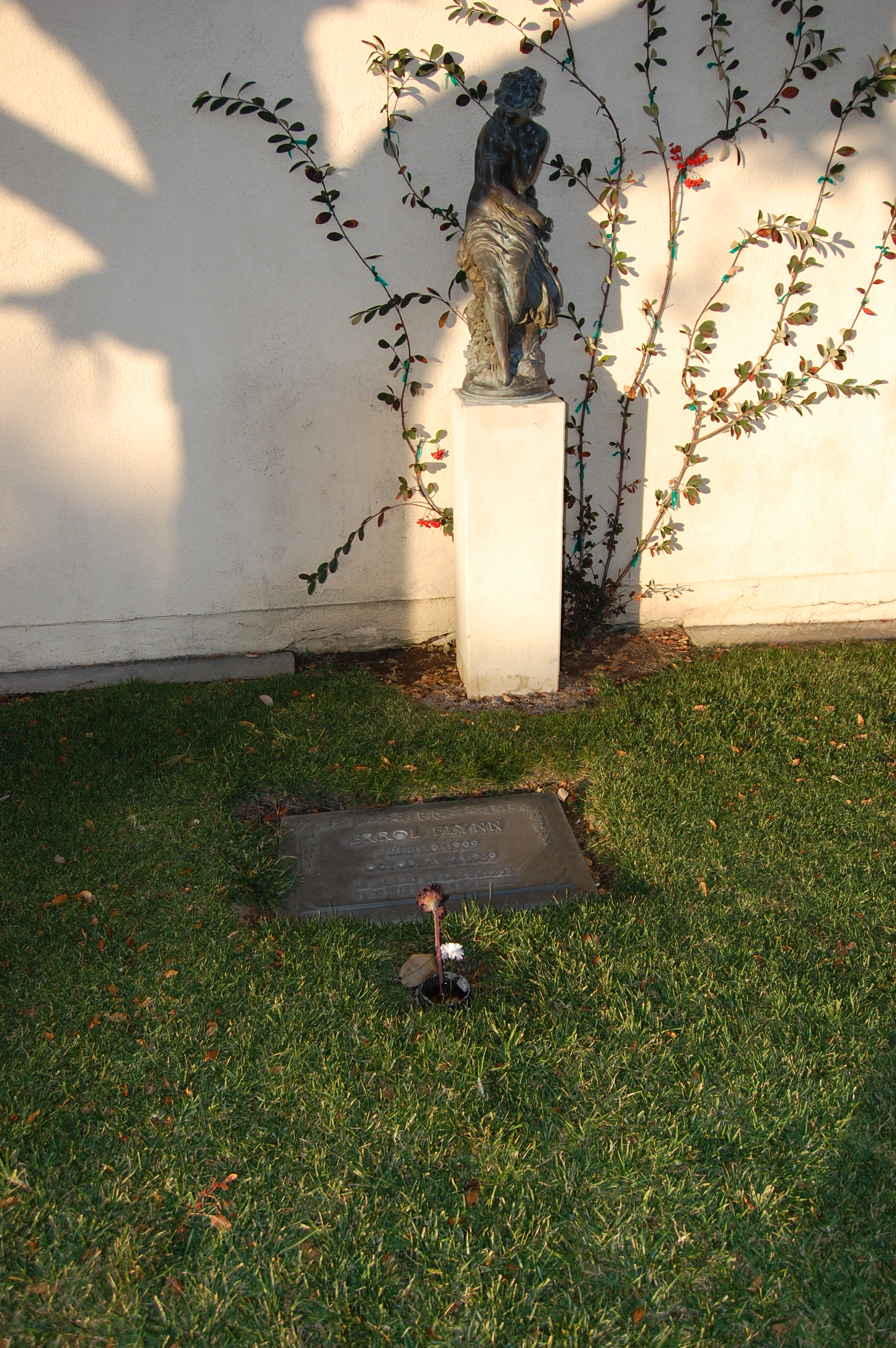
Flynns Grab im Forest Lawn Memorial Park

Sein Grab befindet sich im Forest Lawn Memorial Park Cemetery in Glendale, Kalifornien.
Errol Flynn hat zwei Sterne auf dem Hollywood Walk of Fame – bei der Adresse 6654 Hollywood Blvd. als Filmstar und bei der Adresse 7000 Hollywood Blvd. als Fernsehstar.

## Politisches Engagement
Flynn interessierte sich sein Leben lang für Politik. So war er im Jahr 1937 für wenige Monate als Reporter auf republikanischer Seite im Spanischen Bürgerkrieg.
Dass er hier seinen österreichischen Freund Hermann Erben, den er noch aus Indonesien kannte und der insgeheim Anhänger der Nationalsozialisten war, als Fotograf mitnahm, wurde später vielen der dabei Fotografierten zum Verhängnis.
Beispielhaft war rückblickend auch der vom Fernsehsender Arte im April 2007 als deutsch-französische Erstausstrahlung gesendete Film Die Wahrheit über Fidel Castros Revolution, der bis zu diesem Zeitpunkt unbeachtet in den „Giftschränken“ Hollywoods ruhte. Flynn befand sich auf Kuba, als Fidel Castro seine Revolution in dem Inselstaat begann. Statt Kuba fluchtartig zu verlassen, beschloss Flynn, die gesellschaftliche Umwälzung auf der Insel gemeinsam mit seinem Freund, dem Regisseur Victor Pahlen, filmisch zu dokumentieren. Offensichtlich tief beeindruckt vom Idealismus und der Energie des Revolutionsführers Fidel Castro, erzählt Flynn auf sehr persönliche Weise seine Sicht auf die kubanische Geschichte. Auch in seiner Autobiografie und im kanadischen Fernsehen gab er seiner Bewunderung für Castro Ausdruck, den er als seinen Freund bezeichnete.

## Nachkommen
Von Flynns Kindern und Enkeln sind viele in der Showbranche oder in kreativen Berufen tätig. Sohn Sean Flynn aus der Ehe mit Lili Damita wurde Schauspieler, später ein bekannter Kriegsfotograf und ist seit 1970 in Kambodscha verschollen. Tochter Rory Flynn arbeitet als Standbild-Fotografin für den Film und ist mit einem Dokumentarfilmer verheiratet. Ihr Sohn Sean Flynn (* 1989) ist ebenfalls Schauspieler. Die jüngste Tochter Arnella (1953–1998) war als Mannequin tätig; ihr Sohn Luke Flynn, Jahrgang 1976 und in den USA ein bekanntes Model, trat in die Fußstapfen des Großvaters. Auf der Basis von Flynns Memoiren produzierte er 2018 den australischen Film Flynn – Abenteurer. Eroberer. Hollywood-Legende (In Like Flynn) über die frühen, abenteuerlichen Jahre von Errol Flynn vor seiner Zeit als Hollywood-Star.

## Filmografie
Als Darsteller
- 1933: In the Wake of the Bounty
- 1933: I Adore You (verschollen)
- 1935: Murder at Monte Carlo (verschollen)
- 1935: The Case of the Curious Bride
- 1935: Don’t Bet on Blondes
- 1935: Unter Piratenflagge (Captain Blood)
- 1936: Der Verrat des Surat Khan (The Charge of the Light Brigade)
- 1937: Das grüne Licht (Green Light)
- 1937: Der Prinz und der Bettelknabe (The Prince and the Pauper)
- 1937: Another Dawn
- 1937: Ein Kerl zum Verlieben (The Perfect Specimen)
- 1938: Robin Hood – König der Vagabunden (The Adventures of Robin Hood)
- 1938: Liebe zu viert (Four’s a Crowd)
- 1938: Drei Schwestern aus Montana (The Sisters)
- 1938: The Dawn Patrol
- 1939: Herr des wilden Westens (Dodge City)
- 1939: Günstling einer Königin (The Private Lives of Elizabeth and Essex)
- 1940: Goldschmuggel nach Virginia (Virginia City)
- 1940: Der Herr der sieben Meere (The Sea Hawk)
- 1940: Land der Gottlosen (Santa Fe Trail)
- 1941: Mr. X auf Abwegen (Footsteps in the Dark)
- 1941: Dive Bomber
- 1941: Sein letztes Kommando (They Died with Their Boots On)
- 1942: Sabotageauftrag Berlin (Desperate Journey)
- 1942: Der freche Kavalier (Gentleman Jim)
- 1943: Aufstand in Trollness (Edge of Darkness)
- 1943: Thank Your Lucky Stars
- 1943: Blutiger Schnee (Northern Pursuit)
- 1944: Auf Ehrenwort (Uncertain Glory)
- 1945: Der Held von Burma (Objective, Burma!)
- 1945: Ein Mann der Tat (San Antonio)
- 1946: Herr der Lage (Never Say Goodbye)
- 1947: Der Fluch des Wahnsinns (Cry Wolf)
- 1947: Escape Me Never
- 1948: Der Herr der Silberminen (Silver River)
- 1948: Die Liebesabenteuer des Don Juan (Adventures of Don Juan)
- 1949: Ein tolles Gefühl (It’s a Great Feeling) (Cameo)
- 1949: Das Schicksal der Irene Forsyte (That Forsyte Woman)
- 1950: Montana
- 1950: Herr der rauhen Berge (Rocky Mountain)
- 1950: Kim – Geheimdienst in Indien (Kim)
- 1951: Hello God (verschollen)
- 1951: Die Taverne von New Orleans (Adventures of Captain Fabian) (auch Drehbuch)
- 1952: Mara Maru (Mara Maru)
- 1952: Gegen alle Flaggen (Against All Flags)
- 1953: Der Freibeuter (The Master of Ballantrae)
- 1953: The Story of William Tell (unvollendet, Erstaufführung 1995)
- 1954: Gekreuzte Klingen (Il maestro di Don Giovanni)
- 1954: Lilacs in the Spring
- 1955: Der schwarze Prinz (The Dark Avenger)
- 1955: King’s Rhapsody
- 1957: Istanbul
- 1957: Jagd durch Havanna (The Big Boodle)
- 1957: Zwischen Madrid und Paris (The Sun Also Rises)
- 1958: Ihr Leben war ein Skandal (Too Much, Too Soon)
- 1958: Die Wurzeln des Himmels (The Roots of Heaven)
- 1959: Cuban Rebel Girls

Als Regisseur
- 1952: Cruise of the Zaca (Kurzfilm)
- 1952: Deep Sea Fishing (Kurzfilm)
- 1959: Die Wahrheit über Fidel Castros Revolution (The Truth About Fidel Castro Revolution) (Dokumentarfilm, Erstaufführung 2001)

Als Produzent
- 1951: Hello God
- 1953: The Story of William Tell

## Schriften
- My Wicked, Wicked Ways. Aurum Press Ltd, London 2005, ISBN 1-84513-049-9 (Autobiographie, zuerst erschienen 1959 kurz nach seinem Tod, Ghostwriter war Earl Conrad).
- Beam Ends, 1937 (Roman nach seinen Erlebnissen in Neuguinea).
- Showdown, 1946.